# Vladimiras Volčiok
Vladimiras Volčiok (ur. 8 października 1963 w Grygiszkach w rejonie szyrwinckim) – litewski prawnik, samorządowiec i polityk, poseł na Sejm Republiki Litewskiej (2004–2008).

## Życiorys
Po ukończeniu szkoły średniej w Grygiszkach w 1980 podjął naukę w Szkole Technicznej w Wilnie (obecnie: Wydział Projektowania i Technologii Kolegium Wileńskiego). Od 1981 do 1983 odbywał służbę w Armii Radzieckiej. Po powrocie na Wileńszczyznę pracował jako fotograf w jednym z zakładów pracy na terenie rejonu trockiego. W 1992 został absolwentem Wydziału Prawa Uniwersytetu Wileńskiego.
Przez krótki okres w 1991 pracował jako prawnik w kołchozie "Pergalė". Od 1991 do 1996 stał na czele oddziału ds. przeprowadzenia reformy rolnej w Karijotiškės w rejonie trockim. W latach 1994–1995 był m.in. prawnikiem samorządu rejonu trockiego.
Od 1997 do 2004 pełnił funkcję głównego specjalisty Wydziału Rolnego w rejonie trockim powiatu wileńskiego, po czym przez krótki czas zastępował dyrektora spółki "Golbena".
W 1999 przystąpił do Litewskiej Partii Socjaldemokratycznej. W wyborach samorządowych w 2000 uzyskał mandat radnego rejonu trockiego, wchodząc w skład jego zarządu. Stanowisko utrzymał w głosowaniu z grudnia 2002 i piastował je aż do wyboru na posła na Sejm Republiki Litewskiej w 2004 z ramienia Partii Pracy w okręgu Wilno-Troki. Zasiadał w Komisji Prawa i Porządku Prawnego. Był członkiem Klubu Poselskiego Partii Pracy, jednak w połowie kadencji przeszedł do frakcji Związku Liberałów i Centrum. W wyborach w 2008 nie ubiegał się o reelekcję.
Vladimiras Volčiok jest również działaczem sportowym. Od 2002 do 2003 pełnił funkcję wiceprezesa Litewskiej Federacji Karate Tradycyjnego Do.